# Buena Vista Social Club: Adios
Buena Vista Social Club: Adios é um documentário de 2017 dirigido por Lucy Walker. É uma continuação do documentário Buena Vista Social Club de 1999 sobre a música cubana. O filme foi lançado nos cinemas em 26 de maio de 2017.

## Sinopse
Buena Vista Social Club: Adios se passa dezesseis anos depois do documentário Buena Vista Social Club de 1999. Ele segue os cinco membros originais da banda do primeiro filme em uma turnê final que termina em sua cidade natal, Havana, Cuba. Os músicos relembram seus altos e baixos ao longo dos anos, incluindo performances premiadas e a perda de muitos de seus companheiros de banda.